# Cryptogramma acrostichoides
Cryptogramma acrostichoides là một loài thực vật có mạch trong họ Adiantaceae. Loài này được R. Br. miêu tả khoa học đầu tiên năm 1823.

## Hình ảnh

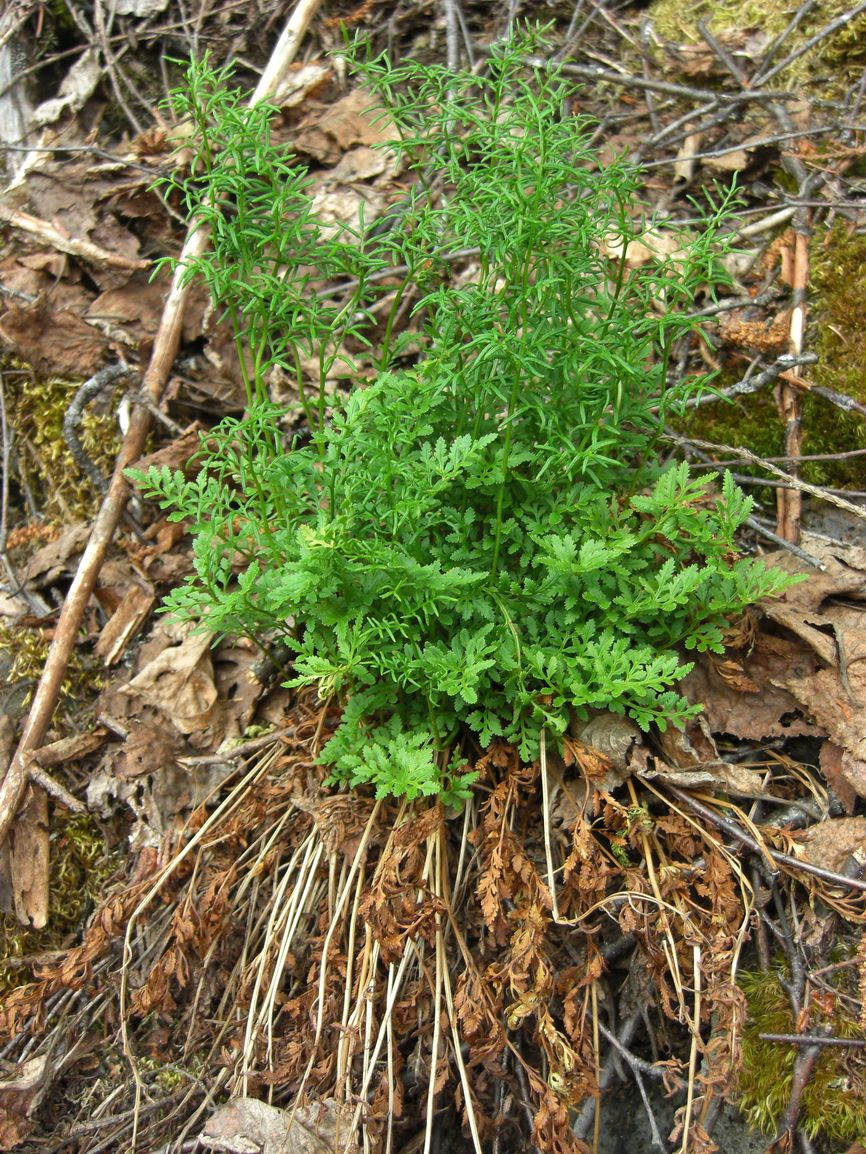
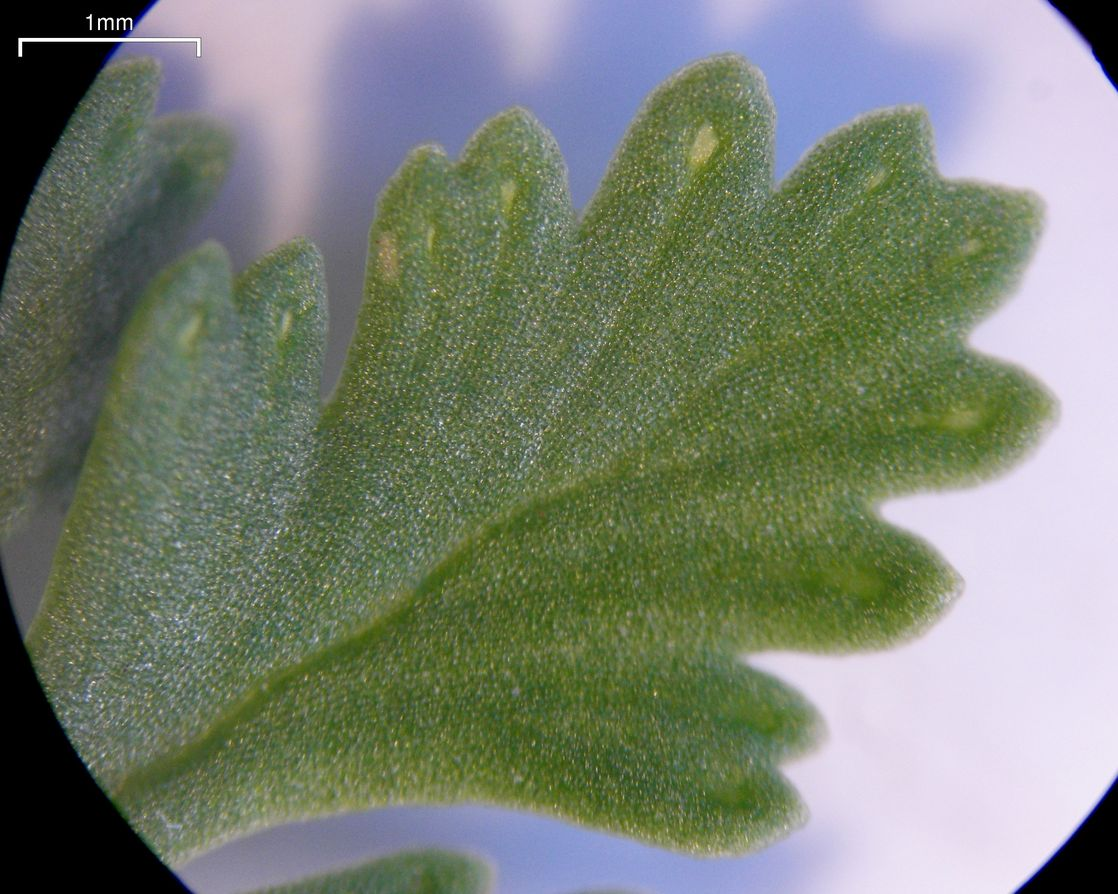
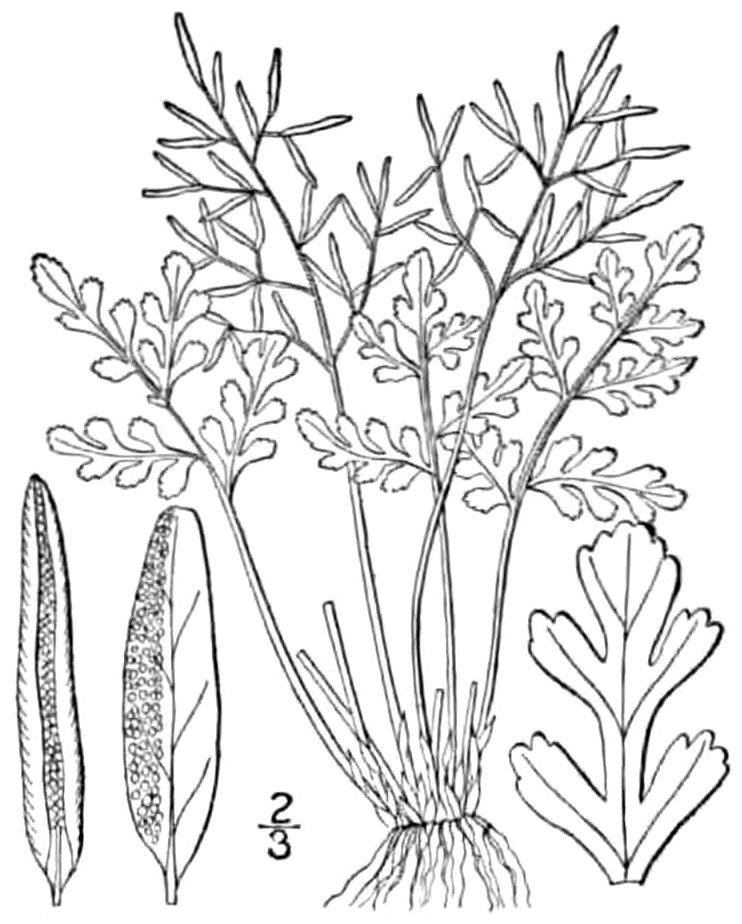
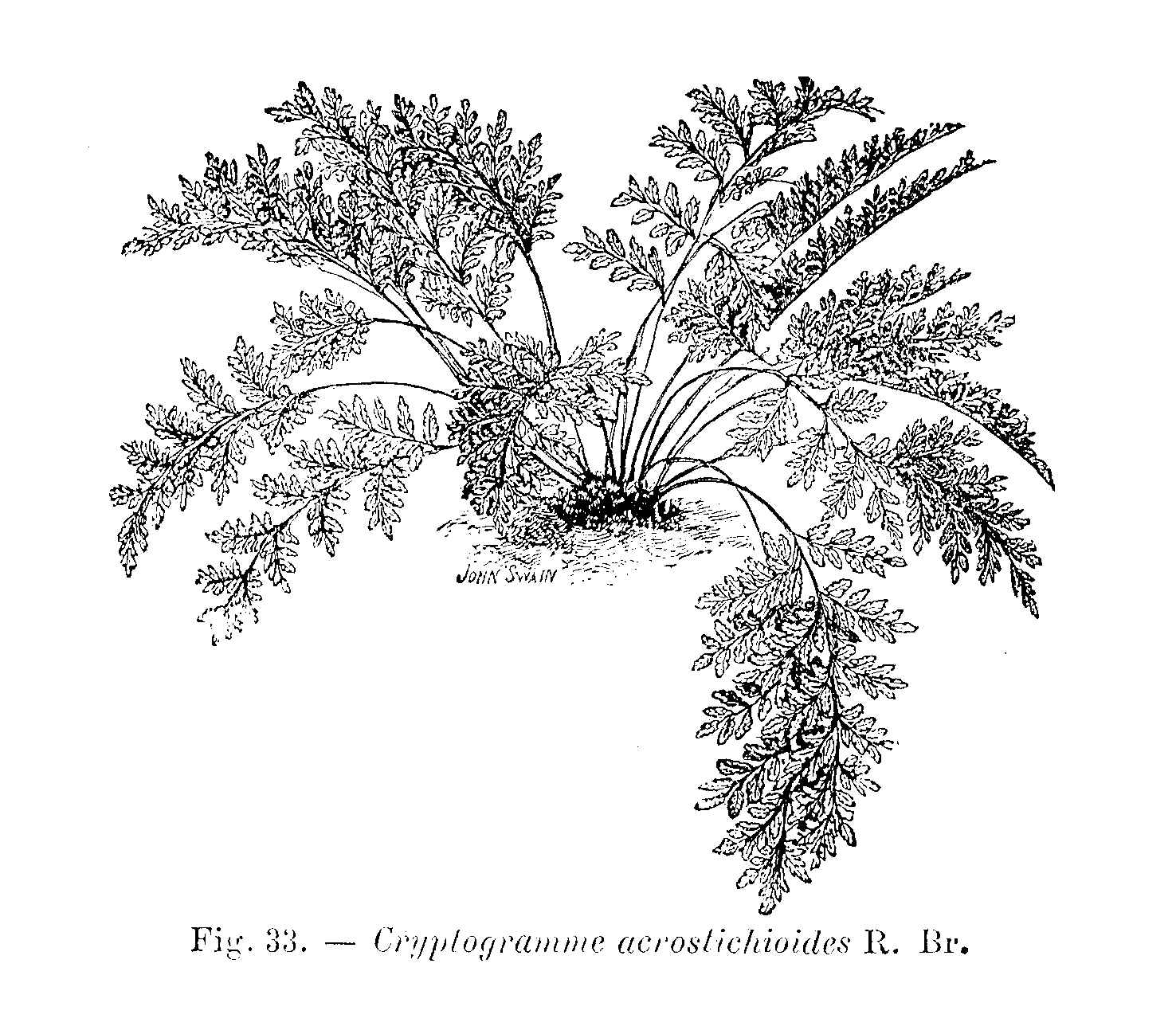